# 2005年のワールドシリーズ
2005年の野球において、メジャーリーグベースボール（MLB）優勝決定戦の第101回ワールドシリーズ（英語: 101st World Series）は、10月22日から26日にかけて計4試合が開催された。その結果、シカゴ・ホワイトソックス（アメリカンリーグ）がヒューストン・アストロズ（ナショナルリーグ）を4勝0敗で下し、88年ぶり3回目の優勝を果たした。
ホワイトソックスは、1919年シリーズにおいて8選手が賭博師と結託し八百長を仕組んだとして、コミッショナーのケネソー・マウンテン・ランディスによって1921年に永久追放処分を下された、いわゆる "ブラックソックス事件" を起こしている。それ以降はシリーズ優勝から見放され、出場も1959年の一度きりにとどまっていたことから、事件によって球団に呪いがかけられたとする都市伝説 "ブラックソックスの呪い" あるいは "シューレス・ジョー・ジャクソンの呪い" がファンの間で定着した。今シリーズ制覇により、ホワイトソックスはその呪いを解いた。アストロズは2012年シーズン終了後にナショナルリーグからアメリカンリーグへ転籍したため、再転籍がない限り、ナショナルリーグの球団としてシリーズに出場するのは今回が最初で最後となる。シリーズMVPには、優勝を決めた第4戦で先制・決勝の適時打を放つなど、4試合で打率.438・1本塁打・3打点・OPS 1.214という成績を残したホワイトソックスのジャーメイン・ダイが選出された。

## ワールドシリーズまでの道のり

### 両チームの2005年
10月16日にまずアメリカンリーグでホワイトソックス（中地区）が、そして19日にはナショナルリーグでアストロズ（中地区）が、それぞれリーグ優勝を決めてワールドシリーズへ駒を進めた。

### ホームフィールド・アドバンテージ
7月12日にミシガン州デトロイトのコメリカ・パークで開催されたオールスターゲームは、アメリカンリーグがナショナルリーグに7－5で勝利した。この結果、ワールドシリーズの第1・2・6・7戦を本拠地で開催できる "ホームフィールド・アドバンテージ" は、アメリカンリーグ優勝チームに与えられることになった。このオールスターには、ホワイトソックスからは投手がマーク・バーリーとジョン・ガーランド、野手がポール・コネルコとスコット・ポドセドニックの計4人が選出された。一方のアストロズからは、投手がロジャー・クレメンス、ブラッド・リッジとロイ・オズワルト、野手がモーガン・エンスバーグの計4人が名を連ねた。試合では全5投手が1イニング以上の登板機会を得たものの、ホワイトソックスの投手とアストロズの打者の対戦や、アストロズの投手とホワイトソックスの打者の対戦は、いずれも実現しなかった。

## 両チームの過去の対戦
1997年から始まったレギュラーシーズン中のインターリーグでは、同年から2000年の4年連続で3試合ずつの計12試合が組まれ、ホワイトソックスが7勝5敗で勝ち越している。直近の対戦は2000年6月にアストロズの本拠地ミニッツメイド・パークで3連戦が行われ、ホワイトソックスが2勝1敗で勝ち越した。

## 試合結果
2005年のワールドシリーズは10月22日に開幕し、途中に移動日を挟んで5日間で4試合が行われた。日程・結果は以下の通り。
| 日付                                                     | 試合  | ビジター球団（先攻）     | スコア | ホーム球団（後攻）       | 開催球場                 | 開催球場                                       |
| -------------------------------------------------------- | ----- | ------------------------ | ------ | ------------------------ | ------------------------ | ---------------------------------------------- |
| 10月22日（土）                                           | 第1戦 | ヒューストン・アストロズ | 3－5   | シカゴ・ホワイトソックス | U.S.セルラー・フィールド | U.S.セルラー・フィールドミニッツメイド・パーク |
| 10月23日（日）                                           | 第2戦 | ヒューストン・アストロズ | 6－7x  | シカゴ・ホワイトソックス | U.S.セルラー・フィールド | U.S.セルラー・フィールドミニッツメイド・パーク |
| 10月24日（月）                                           |       | 移動日                   | 移動日 | 移動日                   |                          | U.S.セルラー・フィールドミニッツメイド・パーク |
| 10月25日（火）                                           | 第3戦 | シカゴ・ホワイトソックス | 7－5   | ヒューストン・アストロズ | ミニッツメイド・パーク   | U.S.セルラー・フィールドミニッツメイド・パーク |
| 10月26日（水）                                           | 第4戦 | シカゴ・ホワイトソックス | 1－0   | ヒューストン・アストロズ | ミニッツメイド・パーク   | U.S.セルラー・フィールドミニッツメイド・パーク |
| 優勝：シカゴ・ホワイトソックス（4勝0敗 / 88年ぶり3度目） |       |                          |        |                          |                          | U.S.セルラー・フィールドミニッツメイド・パーク |

### 第1戦 10月22日
- U.S.セルラー・フィールド（イリノイ州シカゴ）

|                          | 1 | 2 | 3 | 4 | 5 | 6 | 7 | 8 | 9 | R | H  | E |
| ------------------------ | - | - | - | - | - | - | - | - | - | - | -- | - |
| ヒューストン・アストロズ | 0 | 1 | 2 | 0 | 0 | 0 | 0 | 0 | 0 | 3 | 7  | 1 |
| シカゴ・ホワイトソックス | 1 | 2 | 0 | 1 | 0 | 0 | 0 | 1 | X | 5 | 10 | 0 |

1. 勝利：ホセ・コントレラス（1勝）
2. セーブ：ボビー・ジェンクス（1S）
3. 敗戦：ワンディ・ロドリゲス（1敗）
4. 本塁打
HOU：マイク・ラム1号ソロ
CWS：ジャーメイン・ダイ1号ソロ、ジョー・クリーディ1号ソロ
5. 審判
［球審］ジョー・ウェスト
［塁審］一塁: ジェフ・ネルソン、二塁: ジェリー・レイン、三塁: デリル・カズンズ
［外審］左翼: ゲイリー・シダーストロム、右翼: エンジェル・ヘルナンデス
6. 試合開始時刻: 中部夏時間（UTC-5）午後7時5分  試合時間: 3時間13分  観客: 4万1206人  気温: 53°F（11.7°C）
詳細: MLB.com Gameday / ESPN.com / Baseball-Reference.com / Fangraphs

| ヒューストン・アストロズ | ヒューストン・アストロズ | ヒューストン・アストロズ | ヒューストン・アストロズ | ヒューストン・アストロズ                                                                                                | シカゴ・ホワイトソックス | シカゴ・ホワイトソックス | シカゴ・ホワイトソックス | シカゴ・ホワイトソックス | シカゴ・ホワイトソックス |
| ------------------------ | ------------------------ | ------------------------ | ------------------------ | --- | ------------------------ | ------------------------ | ------------------------ | ------------------------ | --- |
| 打順                     | 守備                     | 選手                     | 打席                     | R・クレメンスB・オースマスM・ラムC・ビジオM・エンス · バーグA・エバレットL・バークマンW・タベラスJ・レーンJ・バグウェル | 打順                     | 守備                     | 選手                     | 打席                     | J・コントレラスA・ピアジンスキーP・コネルコ井口資仁J・クリーディJ・ウリーベS・ポドセド · ニックA・ローワンドJ・ダイC・エバレット |
| 1                        | 二                       | C・ビジオ                | 右                       | R・クレメンスB・オースマスM・ラムC・ビジオM・エンス · バーグA・エバレットL・バークマンW・タベラスJ・レーンJ・バグウェル | 1                        | 左                       | S・ポドセドニック        | 左                       | J・コントレラスA・ピアジンスキーP・コネルコ井口資仁J・クリーディJ・ウリーベS・ポドセド · ニックA・ローワンドJ・ダイC・エバレット |
| 2                        | 中                       | W・タベラス              | 右                       | R・クレメンスB・オースマスM・ラムC・ビジオM・エンス · バーグA・エバレットL・バークマンW・タベラスJ・レーンJ・バグウェル | 2                        | 二                       | 井口資仁                 | 右                       | J・コントレラスA・ピアジンスキーP・コネルコ井口資仁J・クリーディJ・ウリーベS・ポドセド · ニックA・ローワンドJ・ダイC・エバレット |
| 3                        | 左                       | L・バークマン            | 両                       | R・クレメンスB・オースマスM・ラムC・ビジオM・エンス · バーグA・エバレットL・バークマンW・タベラスJ・レーンJ・バグウェル | 3                        | 右                       | J・ダイ                  | 右                       | J・コントレラスA・ピアジンスキーP・コネルコ井口資仁J・クリーディJ・ウリーベS・ポドセド · ニックA・ローワンドJ・ダイC・エバレット |
| 4                        | 三                       | M・エンスバーグ          | 右                       | R・クレメンスB・オースマスM・ラムC・ビジオM・エンス · バーグA・エバレットL・バークマンW・タベラスJ・レーンJ・バグウェル | 4                        | 一                       | P・コネルコ              | 右                       | J・コントレラスA・ピアジンスキーP・コネルコ井口資仁J・クリーディJ・ウリーベS・ポドセド · ニックA・ローワンドJ・ダイC・エバレット |
| 5                        | 一                       | M・ラム                  | 左                       | R・クレメンスB・オースマスM・ラムC・ビジオM・エンス · バーグA・エバレットL・バークマンW・タベラスJ・レーンJ・バグウェル | 5                        | DH                       | C・エバレット            | 両                       | J・コントレラスA・ピアジンスキーP・コネルコ井口資仁J・クリーディJ・ウリーベS・ポドセド · ニックA・ローワンドJ・ダイC・エバレット |
| 6                        | DH                       | J・バグウェル            | 右                       | R・クレメンスB・オースマスM・ラムC・ビジオM・エンス · バーグA・エバレットL・バークマンW・タベラスJ・レーンJ・バグウェル | 6                        | 中                       | A・ローワンド            | 右                       | J・コントレラスA・ピアジンスキーP・コネルコ井口資仁J・クリーディJ・ウリーベS・ポドセド · ニックA・ローワンドJ・ダイC・エバレット |
| 7                        | 右                       | J・レーン                | 右                       | R・クレメンスB・オースマスM・ラムC・ビジオM・エンス · バーグA・エバレットL・バークマンW・タベラスJ・レーンJ・バグウェル | 7                        | 捕                       | A・ピアジンスキー        | 左                       | J・コントレラスA・ピアジンスキーP・コネルコ井口資仁J・クリーディJ・ウリーベS・ポドセド · ニックA・ローワンドJ・ダイC・エバレット |
| 8                        | 捕                       | B・オースマス            | 右                       | R・クレメンスB・オースマスM・ラムC・ビジオM・エンス · バーグA・エバレットL・バークマンW・タベラスJ・レーンJ・バグウェル | 8                        | 三                       | J・クリーディ            | 右                       | J・コントレラスA・ピアジンスキーP・コネルコ井口資仁J・クリーディJ・ウリーベS・ポドセド · ニックA・ローワンドJ・ダイC・エバレット |
| 9                        | 遊                       | A・エバレット            | 右                       | R・クレメンスB・オースマスM・ラムC・ビジオM・エンス · バーグA・エバレットL・バークマンW・タベラスJ・レーンJ・バグウェル | 9                        | 遊                       | J・ウリーベ              | 右                       | J・コントレラスA・ピアジンスキーP・コネルコ井口資仁J・クリーディJ・ウリーベS・ポドセド · ニックA・ローワンドJ・ダイC・エバレット |
| 先発投手                 | 先発投手                 | 先発投手                 | 投球                     | R・クレメンスB・オースマスM・ラムC・ビジオM・エンス · バーグA・エバレットL・バークマンW・タベラスJ・レーンJ・バグウェル | 先発投手                 | 先発投手                 | 先発投手                 | 投球                     | J・コントレラスA・ピアジンスキーP・コネルコ井口資仁J・クリーディJ・ウリーベS・ポドセド · ニックA・ローワンドJ・ダイC・エバレット |
| R・クレメンス            | R・クレメンス            | R・クレメンス            | 右                       | R・クレメンスB・オースマスM・ラムC・ビジオM・エンス · バーグA・エバレットL・バークマンW・タベラスJ・レーンJ・バグウェル | J・コントレラス          | J・コントレラス          | J・コントレラス          | 右                       | J・コントレラスA・ピアジンスキーP・コネルコ井口資仁J・クリーディJ・ウリーベS・ポドセド · ニックA・ローワンドJ・ダイC・エバレット |

### 第2戦 10月23日
- U.S.セルラー・フィールド（イリノイ州シカゴ）

|                          | 1 | 2 | 3 | 4 | 5 | 6 | 7 | 8 | 9  | R | H  | E |
| ------------------------ | - | - | - | - | - | - | - | - | -- | - | -- | - |
| ヒューストン・アストロズ | 0 | 1 | 1 | 0 | 2 | 0 | 0 | 0 | 2  | 6 | 9  | 0 |
| シカゴ・ホワイトソックス | 0 | 2 | 0 | 0 | 0 | 0 | 4 | 0 | 1x | 7 | 12 | 0 |

1. 勝利：ニール・コッツ（1勝）
2. 敗戦：ブラッド・リッジ（1敗）
3. 本塁打
HOU：モーガン・エンスバーグ1号ソロ
CWS：ポール・コネルコ1号満塁、スコット・ポドセドニック1号ソロ
4. 審判
［球審］ジェフ・ネルソン
［塁審］一塁: ジェリー・レイン、二塁: デリル・カズンズ、三塁: ゲイリー・シダーストロム
［外審］左翼: エンジェル・ヘルナンデス、右翼: ジョー・ウェスト
5. 試合開始時刻: 中部夏時間（UTC-5）午後7時16分  試合時間: 3時間11分  観客: 4万1432人  気温: 45°F（7.2°C）
詳細: MLB.com Gameday / ESPN.com / Baseball-Reference.com / Fangraphs

| ヒューストン・アストロズ | ヒューストン・アストロズ | ヒューストン・アストロズ | ヒューストン・アストロズ | ヒューストン・アストロズ                                                                                                  | シカゴ・ホワイトソックス | シカゴ・ホワイトソックス | シカゴ・ホワイトソックス | シカゴ・ホワイトソックス | シカゴ・ホワイトソックス |
| ------------------------ | ------------------------ | ------------------------ | ------------------------ | --- | ------------------------ | ------------------------ | ------------------------ | ------------------------ | --- |
| 打順                     | 守備                     | 選手                     | 打席                     | A・ペティットB・オースマスL・バークマンC・ビジオM・エンス · バーグA・エバレットC・バークW・タベラスJ・レーンJ・バグウェル | 打順                     | 守備                     | 選手                     | 打席                     | M・バーリーA・ピアジンスキーP・コネルコ井口資仁J・クリーディJ・ウリーベS・ポドセド · ニックA・ローワンドJ・ダイC・エバレット |
| 1                        | 二                       | C・ビジオ                | 右                       | A・ペティットB・オースマスL・バークマンC・ビジオM・エンス · バーグA・エバレットC・バークW・タベラスJ・レーンJ・バグウェル | 1                        | 左                       | S・ポドセドニック        | 左                       | M・バーリーA・ピアジンスキーP・コネルコ井口資仁J・クリーディJ・ウリーベS・ポドセド · ニックA・ローワンドJ・ダイC・エバレット |
| 2                        | 中                       | W・タベラス              | 右                       | A・ペティットB・オースマスL・バークマンC・ビジオM・エンス · バーグA・エバレットC・バークW・タベラスJ・レーンJ・バグウェル | 2                        | 二                       | 井口資仁                 | 右                       | M・バーリーA・ピアジンスキーP・コネルコ井口資仁J・クリーディJ・ウリーベS・ポドセド · ニックA・ローワンドJ・ダイC・エバレット |
| 3                        | 一                       | L・バークマン            | 両                       | A・ペティットB・オースマスL・バークマンC・ビジオM・エンス · バーグA・エバレットC・バークW・タベラスJ・レーンJ・バグウェル | 3                        | 右                       | J・ダイ                  | 右                       | M・バーリーA・ピアジンスキーP・コネルコ井口資仁J・クリーディJ・ウリーベS・ポドセド · ニックA・ローワンドJ・ダイC・エバレット |
| 4                        | 三                       | M・エンスバーグ          | 右                       | A・ペティットB・オースマスL・バークマンC・ビジオM・エンス · バーグA・エバレットC・バークW・タベラスJ・レーンJ・バグウェル | 4                        | 一                       | P・コネルコ              | 右                       | M・バーリーA・ピアジンスキーP・コネルコ井口資仁J・クリーディJ・ウリーベS・ポドセド · ニックA・ローワンドJ・ダイC・エバレット |
| 5                        | DH                       | J・バグウェル            | 右                       | A・ペティットB・オースマスL・バークマンC・ビジオM・エンス · バーグA・エバレットC・バークW・タベラスJ・レーンJ・バグウェル | 5                        | DH                       | C・エバレット            | 両                       | M・バーリーA・ピアジンスキーP・コネルコ井口資仁J・クリーディJ・ウリーベS・ポドセド · ニックA・ローワンドJ・ダイC・エバレット |
| 6                        | 右                       | J・レーン                | 右                       | A・ペティットB・オースマスL・バークマンC・ビジオM・エンス · バーグA・エバレットC・バークW・タベラスJ・レーンJ・バグウェル | 6                        | 中                       | A・ローワンド            | 右                       | M・バーリーA・ピアジンスキーP・コネルコ井口資仁J・クリーディJ・ウリーベS・ポドセド · ニックA・ローワンドJ・ダイC・エバレット |
| 7                        | 左                       | C・バーク                | 右                       | A・ペティットB・オースマスL・バークマンC・ビジオM・エンス · バーグA・エバレットC・バークW・タベラスJ・レーンJ・バグウェル | 7                        | 捕                       | A・ピアジンスキー        | 左                       | M・バーリーA・ピアジンスキーP・コネルコ井口資仁J・クリーディJ・ウリーベS・ポドセド · ニックA・ローワンドJ・ダイC・エバレット |
| 8                        | 捕                       | B・オースマス            | 右                       | A・ペティットB・オースマスL・バークマンC・ビジオM・エンス · バーグA・エバレットC・バークW・タベラスJ・レーンJ・バグウェル | 8                        | 三                       | J・クリーディ            | 右                       | M・バーリーA・ピアジンスキーP・コネルコ井口資仁J・クリーディJ・ウリーベS・ポドセド · ニックA・ローワンドJ・ダイC・エバレット |
| 9                        | 遊                       | A・エバレット            | 右                       | A・ペティットB・オースマスL・バークマンC・ビジオM・エンス · バーグA・エバレットC・バークW・タベラスJ・レーンJ・バグウェル | 9                        | 遊                       | J・ウリーベ              | 右                       | M・バーリーA・ピアジンスキーP・コネルコ井口資仁J・クリーディJ・ウリーベS・ポドセド · ニックA・ローワンドJ・ダイC・エバレット |
| 先発投手                 | 先発投手                 | 先発投手                 | 投球                     | A・ペティットB・オースマスL・バークマンC・ビジオM・エンス · バーグA・エバレットC・バークW・タベラスJ・レーンJ・バグウェル | 先発投手                 | 先発投手                 | 先発投手                 | 投球                     | M・バーリーA・ピアジンスキーP・コネルコ井口資仁J・クリーディJ・ウリーベS・ポドセド · ニックA・ローワンドJ・ダイC・エバレット |
| A・ペティット            | A・ペティット            | A・ペティット            | 左                       | A・ペティットB・オースマスL・バークマンC・ビジオM・エンス · バーグA・エバレットC・バークW・タベラスJ・レーンJ・バグウェル | M・バーリー              | M・バーリー              | M・バーリー              | 左                       | M・バーリーA・ピアジンスキーP・コネルコ井口資仁J・クリーディJ・ウリーベS・ポドセド · ニックA・ローワンドJ・ダイC・エバレット |

### 第3戦 10月25日
- ミニッツメイド・パーク（テキサス州ヒューストン）

|                          | 1 | 2 | 3 | 4 | 5 | 6 | 7 | 8 | 9 | 10 | 11 | 12 | 13 | 14 | R | H  | E |
| ------------------------ | - | - | - | - | - | - | - | - | - | -- | -- | -- | -- | -- | - | -- | - |
| シカゴ・ホワイトソックス | 0 | 0 | 0 | 0 | 5 | 0 | 0 | 0 | 0 | 0  | 0  | 0  | 0  | 2  | 7 | 14 | 3 |
| ヒューストン・アストロズ | 1 | 0 | 2 | 1 | 0 | 0 | 0 | 1 | 0 | 0  | 0  | 0  | 0  | 0  | 5 | 8  | 1 |

1. 勝利：ダマソ・マルテ（1勝）
2. セーブ：マーク・バーリー（1S）
3. 敗戦：エセキエル・アスタシオ（1敗）
4. 本塁打
CWS：ジョー・クリーディ2号ソロ、ジェフ・ブラム1号ソロ
HOU：ジェイソン・レーン1号ソロ
5. 審判
［球審］ジェリー・レイン
［塁審］一塁: デリル・カズンズ、二塁: ゲイリー・シダーストロム、三塁: エンジェル・ヘルナンデス
［外審］左翼: ジョー・ウェスト、右翼: ジェフ・ネルソン
6. 試合開始時刻: 中部夏時間（UTC-5）午後7時39分  試合時間: 5時間41分  観客: 4万2848人  気温: 61°F（16.1°C）
詳細: MLB.com Gameday / ESPN.com / Baseball-Reference.com / Fangraphs

| シカゴ・ホワイトソックス | シカゴ・ホワイトソックス | シカゴ・ホワイトソックス | シカゴ・ホワイトソックス | シカゴ・ホワイトソックス                                                                                                  | ヒューストン・アストロズ | ヒューストン・アストロズ | ヒューストン・アストロズ | ヒューストン・アストロズ | ヒューストン・アストロズ                                                                                           |
| ------------------------ | ------------------------ | ------------------------ | ------------------------ | --- | ------------------------ | ------------------------ | ------------------------ | ------------------------ | --- |
| 打順                     | 守備                     | 選手                     | 打席                     | J・ガーランドA・ピアジンスキーP・コネルコ井口資仁J・クリーディJ・ウリーベS・ポドセド · ニックA・ローワンドJ・ダイ（なし） | 打順                     | 守備                     | 選手                     | 打席                     | R・オズワルトB・オースマスM・ラムC・ビジオM・エンス · バーグA・エバレットL・バークマンW・タベラスJ・レーン（なし） |
| 1                        | 左                       | S・ポドセドニック        | 左                       | J・ガーランドA・ピアジンスキーP・コネルコ井口資仁J・クリーディJ・ウリーベS・ポドセド · ニックA・ローワンドJ・ダイ（なし） | 1                        | 二                       | C・ビジオ                | 右                       | R・オズワルトB・オースマスM・ラムC・ビジオM・エンス · バーグA・エバレットL・バークマンW・タベラスJ・レーン（なし） |
| 2                        | 二                       | 井口資仁                 | 右                       | J・ガーランドA・ピアジンスキーP・コネルコ井口資仁J・クリーディJ・ウリーベS・ポドセド · ニックA・ローワンドJ・ダイ（なし） | 2                        | 中                       | W・タベラス              | 右                       | R・オズワルトB・オースマスM・ラムC・ビジオM・エンス · バーグA・エバレットL・バークマンW・タベラスJ・レーン（なし） |
| 3                        | 右                       | J・ダイ                  | 右                       | J・ガーランドA・ピアジンスキーP・コネルコ井口資仁J・クリーディJ・ウリーベS・ポドセド · ニックA・ローワンドJ・ダイ（なし） | 3                        | 左                       | L・バークマン            | 両                       | R・オズワルトB・オースマスM・ラムC・ビジオM・エンス · バーグA・エバレットL・バークマンW・タベラスJ・レーン（なし） |
| 4                        | 一                       | P・コネルコ              | 右                       | J・ガーランドA・ピアジンスキーP・コネルコ井口資仁J・クリーディJ・ウリーベS・ポドセド · ニックA・ローワンドJ・ダイ（なし） | 4                        | 三                       | M・エンスバーグ          | 右                       | R・オズワルトB・オースマスM・ラムC・ビジオM・エンス · バーグA・エバレットL・バークマンW・タベラスJ・レーン（なし） |
| 5                        | 捕                       | A・ピアジンスキー        | 左                       | J・ガーランドA・ピアジンスキーP・コネルコ井口資仁J・クリーディJ・ウリーベS・ポドセド · ニックA・ローワンドJ・ダイ（なし） | 5                        | 一                       | M・ラム                  | 左                       | R・オズワルトB・オースマスM・ラムC・ビジオM・エンス · バーグA・エバレットL・バークマンW・タベラスJ・レーン（なし） |
| 6                        | 中                       | A・ローワンド            | 右                       | J・ガーランドA・ピアジンスキーP・コネルコ井口資仁J・クリーディJ・ウリーベS・ポドセド · ニックA・ローワンドJ・ダイ（なし） | 6                        | 右                       | J・レーン                | 右                       | R・オズワルトB・オースマスM・ラムC・ビジオM・エンス · バーグA・エバレットL・バークマンW・タベラスJ・レーン（なし） |
| 7                        | 三                       | J・クリーディ            | 右                       | J・ガーランドA・ピアジンスキーP・コネルコ井口資仁J・クリーディJ・ウリーベS・ポドセド · ニックA・ローワンドJ・ダイ（なし） | 7                        | 捕                       | B・オースマス            | 右                       | R・オズワルトB・オースマスM・ラムC・ビジオM・エンス · バーグA・エバレットL・バークマンW・タベラスJ・レーン（なし） |
| 8                        | 遊                       | J・ウリーベ              | 右                       | J・ガーランドA・ピアジンスキーP・コネルコ井口資仁J・クリーディJ・ウリーベS・ポドセド · ニックA・ローワンドJ・ダイ（なし） | 8                        | 遊                       | A・エバレット            | 右                       | R・オズワルトB・オースマスM・ラムC・ビジオM・エンス · バーグA・エバレットL・バークマンW・タベラスJ・レーン（なし） |
| 9                        | 投                       | J・ガーランド            | 右                       | J・ガーランドA・ピアジンスキーP・コネルコ井口資仁J・クリーディJ・ウリーベS・ポドセド · ニックA・ローワンドJ・ダイ（なし） | 9                        | 投                       | R・オズワルト            | 右                       | R・オズワルトB・オースマスM・ラムC・ビジオM・エンス · バーグA・エバレットL・バークマンW・タベラスJ・レーン（なし） |
| 先発投手                 | 先発投手                 | 先発投手                 | 投球                     | J・ガーランドA・ピアジンスキーP・コネルコ井口資仁J・クリーディJ・ウリーベS・ポドセド · ニックA・ローワンドJ・ダイ（なし） | 先発投手                 | 先発投手                 | 先発投手                 | 投球                     | R・オズワルトB・オースマスM・ラムC・ビジオM・エンス · バーグA・エバレットL・バークマンW・タベラスJ・レーン（なし） |
| J・ガーランド            | J・ガーランド            | J・ガーランド            | 右                       | J・ガーランドA・ピアジンスキーP・コネルコ井口資仁J・クリーディJ・ウリーベS・ポドセド · ニックA・ローワンドJ・ダイ（なし） | R・オズワルト            | R・オズワルト            | R・オズワルト            | 右                       | R・オズワルトB・オースマスM・ラムC・ビジオM・エンス · バーグA・エバレットL・バークマンW・タベラスJ・レーン（なし） |

### 第4戦 10月26日
- ミニッツメイド・パーク（テキサス州ヒューストン）

|                          | 1 | 2 | 3 | 4 | 5 | 6 | 7 | 8 | 9 | R | H | E |
| ------------------------ | - | - | - | - | - | - | - | - | - | - | - | - |
| シカゴ・ホワイトソックス | 0 | 0 | 0 | 0 | 0 | 0 | 0 | 1 | 0 | 1 | 8 | 0 |
| ヒューストン・アストロズ | 0 | 0 | 0 | 0 | 0 | 0 | 0 | 0 | 0 | 0 | 5 | 0 |

1. 勝利：フレディ・ガルシア（1勝）
2. セーブ：ボビー・ジェンクス（2S）
3. 敗戦：ブラッド・リッジ（2敗）
4. 審判
［球審］デリル・カズンズ
［塁審］一塁: ゲイリー・シダーストロム、二塁: エンジェル・ヘルナンデス、三塁: ジョー・ウェスト
［外審］左翼: ジェフ・ネルソン、右翼: ジェリー・レイン
5. 試合開始時刻: 中部夏時間（UTC-5）午後7時41分  試合時間: 3時間20分  観客: 4万2936人  気温: 65°F（18.3°C）
詳細: MLB.com Gameday / ESPN.com / Baseball-Reference.com / Fangraphs

| シカゴ・ホワイトソックス | シカゴ・ホワイトソックス | シカゴ・ホワイトソックス | シカゴ・ホワイトソックス | シカゴ・ホワイトソックス                                                                                                | ヒューストン・アストロズ | ヒューストン・アストロズ | ヒューストン・アストロズ | ヒューストン・アストロズ | ヒューストン・アストロズ                                                                                         |
| ------------------------ | ------------------------ | ------------------------ | ------------------------ | --- | ------------------------ | ------------------------ | ------------------------ | ------------------------ | --- |
| 打順                     | 守備                     | 選手                     | 打席                     | F・ガルシアA・ピアジンスキーP・コネルコ井口資仁J・クリーディJ・ウリーベS・ポドセド · ニックA・ローワンドJ・ダイ（なし） | 打順                     | 守備                     | 選手                     | 打席                     | B・バッキーB・オースマスM・ラムC・ビジオM・エンス · バーグA・エバレットL・バークマンW・タベラスJ・レーン（なし） |
| 1                        | 左                       | S・ポドセドニック        | 左                       | F・ガルシアA・ピアジンスキーP・コネルコ井口資仁J・クリーディJ・ウリーベS・ポドセド · ニックA・ローワンドJ・ダイ（なし） | 1                        | 二                       | C・ビジオ                | 右                       | B・バッキーB・オースマスM・ラムC・ビジオM・エンス · バーグA・エバレットL・バークマンW・タベラスJ・レーン（なし） |
| 2                        | 二                       | 井口資仁                 | 右                       | F・ガルシアA・ピアジンスキーP・コネルコ井口資仁J・クリーディJ・ウリーベS・ポドセド · ニックA・ローワンドJ・ダイ（なし） | 2                        | 中                       | W・タベラス              | 右                       | B・バッキーB・オースマスM・ラムC・ビジオM・エンス · バーグA・エバレットL・バークマンW・タベラスJ・レーン（なし） |
| 3                        | 右                       | J・ダイ                  | 右                       | F・ガルシアA・ピアジンスキーP・コネルコ井口資仁J・クリーディJ・ウリーベS・ポドセド · ニックA・ローワンドJ・ダイ（なし） | 3                        | 左                       | L・バークマン            | 両                       | B・バッキーB・オースマスM・ラムC・ビジオM・エンス · バーグA・エバレットL・バークマンW・タベラスJ・レーン（なし） |
| 4                        | 一                       | P・コネルコ              | 右                       | F・ガルシアA・ピアジンスキーP・コネルコ井口資仁J・クリーディJ・ウリーベS・ポドセド · ニックA・ローワンドJ・ダイ（なし） | 4                        | 三                       | M・エンスバーグ          | 右                       | B・バッキーB・オースマスM・ラムC・ビジオM・エンス · バーグA・エバレットL・バークマンW・タベラスJ・レーン（なし） |
| 5                        | 捕                       | A・ピアジンスキー        | 左                       | F・ガルシアA・ピアジンスキーP・コネルコ井口資仁J・クリーディJ・ウリーベS・ポドセド · ニックA・ローワンドJ・ダイ（なし） | 5                        | 一                       | M・ラム                  | 左                       | B・バッキーB・オースマスM・ラムC・ビジオM・エンス · バーグA・エバレットL・バークマンW・タベラスJ・レーン（なし） |
| 6                        | 中                       | A・ローワンド            | 右                       | F・ガルシアA・ピアジンスキーP・コネルコ井口資仁J・クリーディJ・ウリーベS・ポドセド · ニックA・ローワンドJ・ダイ（なし） | 6                        | 右                       | J・レーン                | 右                       | B・バッキーB・オースマスM・ラムC・ビジオM・エンス · バーグA・エバレットL・バークマンW・タベラスJ・レーン（なし） |
| 7                        | 三                       | J・クリーディ            | 右                       | F・ガルシアA・ピアジンスキーP・コネルコ井口資仁J・クリーディJ・ウリーベS・ポドセド · ニックA・ローワンドJ・ダイ（なし） | 7                        | 捕                       | B・オースマス            | 右                       | B・バッキーB・オースマスM・ラムC・ビジオM・エンス · バーグA・エバレットL・バークマンW・タベラスJ・レーン（なし） |
| 8                        | 遊                       | J・ウリーベ              | 右                       | F・ガルシアA・ピアジンスキーP・コネルコ井口資仁J・クリーディJ・ウリーベS・ポドセド · ニックA・ローワンドJ・ダイ（なし） | 8                        | 遊                       | A・エバレット            | 右                       | B・バッキーB・オースマスM・ラムC・ビジオM・エンス · バーグA・エバレットL・バークマンW・タベラスJ・レーン（なし） |
| 9                        | 投                       | F・ガルシア              | 右                       | F・ガルシアA・ピアジンスキーP・コネルコ井口資仁J・クリーディJ・ウリーベS・ポドセド · ニックA・ローワンドJ・ダイ（なし） | 9                        | 投                       | B・バッキー              | 右                       | B・バッキーB・オースマスM・ラムC・ビジオM・エンス · バーグA・エバレットL・バークマンW・タベラスJ・レーン（なし） |
| 先発投手                 | 先発投手                 | 先発投手                 | 投球                     | F・ガルシアA・ピアジンスキーP・コネルコ井口資仁J・クリーディJ・ウリーベS・ポドセド · ニックA・ローワンドJ・ダイ（なし） | 先発投手                 | 先発投手                 | 先発投手                 | 投球                     | B・バッキーB・オースマスM・ラムC・ビジオM・エンス · バーグA・エバレットL・バークマンW・タベラスJ・レーン（なし） |
| F・ガルシア              | F・ガルシア              | F・ガルシア              | 右                       | F・ガルシアA・ピアジンスキーP・コネルコ井口資仁J・クリーディJ・ウリーベS・ポドセド · ニックA・ローワンドJ・ダイ（なし） | B・バッキー              | B・バッキー              | B・バッキー              | 右                       | B・バッキーB・オースマスM・ラムC・ビジオM・エンス · バーグA・エバレットL・バークマンW・タベラスJ・レーン（なし） |

## テレビ中継

### アメリカ合衆国
アメリカ合衆国におけるテレビ中継はFOXが放送した。実況はジョー・バックが、解説はティム・マッカーバーが務めた。今シリーズは全4試合平均で視聴率11.1%を記録し、前年の15.8%から4.7ポイント下落したのみならず、2002年の11.9%をも下回って歴代最低となった。ただ、2002年シリーズが第7戦まで続いたのに対して今シリーズは最短の4試合で決着しており、2002年シリーズは第4戦終了時点の平均では11.0%と今シリーズよりも低かった。
2025年5月、今シリーズ中継映像のうちの一場面に注目が集まった。第1戦の9回表二死無走者、ホワイトソックスの抑え投手ボビー・ジェンクスがアストロズの9番アダム・エバレットから初球に見逃しのストライクをとった直後、画面は客席を映し出した。そこに映り込んでいた観客のひとりは、当時のカトリック教会・聖アウグスチノ修道会総長ロバート・プレヴォスト、のちの第267代教皇レオ14世だった。プレヴォストは今シリーズに、同じホワイトソックスファンの友人およびその孫といっしょに観戦に訪れていた。
イリノイ州シカゴを本拠地とするMLB球団は、ホワイトソックスとシカゴ・カブスのふたつある。同市出身のプレヴォストが2025年5月8日に教皇へ選出されると、カブスが「ヘイ、シカゴ。あの人はカブスファンだ！」と主張し、プレヴォストの兄ジョンが「うちの弟がカブスファンだったことなど絶対になく、そんな話がどこから出てきたのかもわからない。ずっとホワイトソックスファンだよ」と否定するなど、情報が錯綜していた。プレヴォストが今シリーズを観戦する様子が映像として残っていたことで、彼がホワイトソックスファンであることが裏付けられたといえる。

### 日本
| 試合  | 中継日 （日本時間） | 実況     | 解説・ゲスト         |
| ----- | ------------------- | -------- | -------------------- |
| 第1戦 | 10月23日（日）      | 森中直樹 | 小早川毅彦           |
| 第2戦 | 10月24日（月）      | 福澤浩行 | 小早川毅彦           |
| 第3戦 | 10月26日（水）      | 坂梨哲士 | 武田一浩             |
| 第4戦 | 10月27日（木）      | 福澤浩行 | 小早川毅彦、野茂英雄 |

日本での生中継の放送は、日本放送協会（NHK）の衛星放送チャンネル "衛星第1テレビジョン"（当時）で行われた。実況・解説は複数名が日替わりで務めたほか、第4戦の中継にはゲストとして野茂英雄が出演した。野茂は当時、ニューヨーク・ヤンキース傘下を10月15日付で退団しFAとなっていた。